# Ten Bears

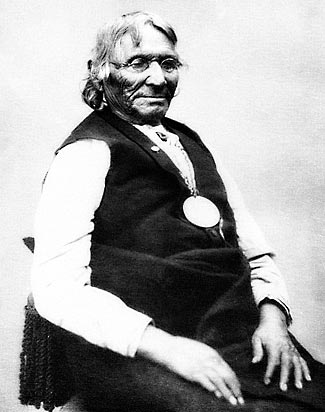
Ten Bears (1872)

Ten Bears (deutsch: Zehn Bären; eigentlich: Parrywasaymen; * um 1790; † 23. November 1872 in Fort Sill, Oklahoma) war ein Häuptling der Yamparika-Comanchen.
Ten Bears Leben ist von den Anfängen der US-amerikanischen Indianerreservats-Politik geprägt. Obwohl er nicht als guter Krieger eingestuft wurde, galt Ten Bears sowohl unter den Indianern als auch bei den Weißen mit seiner poetischen Sprache als bewegender Redner. Zugleich besaß er mit seiner Diplomatie ausgesprochene Führungsqualitäten. Um 1860 wurde er nach dem Tod seines Vorgängers zum Häuptling der Yamparika gewählt. Bereits vorher hatte er  am 27. Juli 1853 als Para-sar-a-man-no das Friedensabkommen von Fort Atkinson (Iowa) mit anderen Indianerstämmen unterzeichnet. Mit dem Wunsch nach Landkonzessionen besuchte er am 27. März 1863 erstmals Washington, D.C., doch machte ihm die US-Regierung keine bedeutenden Zugeständnisse.
Erst am 14. Oktober 1865 unterschrieb Ten Bears einen Vertrag am Little Arkansas River in Kansas, durch das die Comanchen im südwestlichen Oklahoma ein Indianerreservat in Fort Sill zugewiesen bekamen. Während der Medicine Lodge Conference, bei der es um die Beendigung der Indianerangriffe auf den Bau der Kansas-Pacific-Railroad ging (siehe Vertrag von Medicine Lodge), hielt er im Oktober 1867 eine besonders emotionale Rede, als er feststellte, dass es ihm zuwider war, in einem Reservat leben zu müssen, weil er „[...] ohne Einzäunungen geboren wurde und überall freies Atmen möglich war [...] Dort möchte ich sterben, und nicht innerhalb von Mauern.“ Doch blieben seine dahingehenden Verhandlungsversuche erfolglos, denn die Regierung bestand darauf, dass die Comanchen ihr eigenes Gebiet wegen des neuen Reservats aufzugeben hatten. Eine Verhandlungskommission verlangte von den Yamparika-Comanchen, Cheyenne, Südlichen Arapaho und Kiowa-Apachen, sich in dem großen Reservat gemeinsam anzusiedeln. Alle Häuptlinge der oben genannten Stämme unterzeichneten am 21. Oktober 1867 den Friedensvertrag und im Dezember 1868 fand der Marsch in das Reservat statt. Ten Bears war schon im Greisenalter, als die USA die Comanchen in Reservate umsiedelten. Kurz vor seinem Tod kam Ten Bears im September 1872 zusammen mit Häuptling Tosawi der Penateka-Comanchen und anderen Häuptlingen erneut nach Washington, doch die von der Regierung gemachten Versprechungen wurden nicht eingehalten. Als die Indianer-Delegation in Washington von Präsident Ulysses S. Grant in allen Ehren empfangen wurde, forderte dieser Ten Bears und Towasi auf, nicht weiter anzusiedeln. Ein Effekt des Treffens war die Entfremdung beider Comanchen-Stämme. Während Lone Wolf als Held zurückkehrte, wurde Ten Bears ignoriert. Im selben Jahr verstarb Ten Bears Ende 1872 in Fort Sill, Oklahoma.

## Sonstiges
Unter der deutschen Übersetzung Zehn Bären lebt der einstige Häuptling im 1990 veröffentlichten Film Der mit dem Wolf tanzt wieder auf, als er Dunbar (Kevin Costner) den Morion eines spanischen Konquistadoren präsentiert. Im Film wird Ten Bears – geschichtlich inkorrekt – als Häuptling der Lakota-Sioux dargestellt.
„Ten Bears“ kommt in einer Nebenrolle auch im Film Der Texaner (engl.: The Outlaw Josey Wales) aus dem Jahre 1976 (Regie und Hauptrolle: Clint Eastwood) vor. Gespielt wurde er von Will Sampson.